# Distretto di Suyo
Il distretto di Suyo è un distretto del Perù, facente parte della provincia di Ayabaca, nella regione di Piura.